# Ali al-Sistani
El sàyyid Ali Husaini Sistani (4 d'agost de 1930) és un gran aiatol·là iraquià i, des de la invasió de l'Iraq per part del EUA, una figura política molt important.

## Biografia
Ali al-Sistani va néixer a Mashad (Iran) el 4 d'agost de 1930, en el si d'una família molt religiosa.
El seu avi, qui es deia igual i per qui va rebre aquest nom, era un erudit que havia estudiat a Najaf. La família de Sistani era originària d'Esfahan, i es va traslladar posteriorment a Sistan, a la província de Balutxistan, lloc d'on va rebre l'apeŀlatiu de "Sistani".
Ali Sistani va començar la seva educació religiosa a una edat molt primerenca a la seva ciutat natal, per després traslladar-se, el 1949, a la ciutat santa xiïta a la zona central de l'Iran. El 1951 va ser a l'Iraq per estudiar sota la tutela del gran aiatoŀlà Abul-Qassim Khoei.
Quan l'aiatol·là Khoei va morir el 1992, Sistani va ascendir al rang de gran aiatol·là, heretant tota la xarxa de Khoei i els seus seguidors. Amb la mort del gran aiatol·là Mohammad Sadiq al-Sadr, Sistani emergeix com el més eminent clergue xiïta a l'Iraq.
Sistani ha sobreviscut la persecució religiosa, per la qual han mort molts altres clergues xiïtes. La seva mesquita va ser tancada el 1994 i no va reobrir fins a la invasió nord-americana que va derrocar el règim de Baath. Des d'aquest moment es va tancar en la seva casa a Najaf i, malgrat el seu aïllament i inaccessibilitat, Sistani posseeix fortes influències en tota la població xiïta de l'Iraq a través d'una xarxa de clergues joves que difonen els seus ensenyaments. Degut a aquesta influència, ha tingut un paper silenciós però important en la política en curs de l'Iraq. S'ha compromès amb el procés constitucional, cridant els seus seguidors xiïtes a la no venjança i no a la violència sectària.
L'agost de 2004, l'aiatoŀlà Sistani, qui havia estat sofrint d'una afecció cardíaca, va viatjar a Londres per rebre tractament mèdic. Va ser la primera vegada en molts anys en què Sistani deixava la seva casa a Najaf.

## Paper a l'Iraq actual

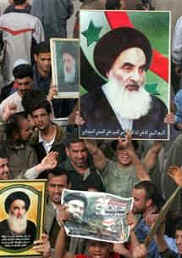
Manifestació en suport a Ayatullah Ali Al-Sistani

Després de l'ocupació de l'Iraq el 2003 per una coalició multinacional, Sistani ha tingut un paper polític al capdavant de la comunitat xiïta cada vegada més influent a l'Iraq, per la qual cosa els mitjans de comunicació convencionals occidentals en diuen "la persona més influent" en la post-invasió
En l'estiu del 2003, Sistani va començar a demanar la formació d'una convenció constituent, i va exigir un vot directe per a la formació d'un govern de transició, sent això un camí segur per al domini xiïta en el govern, atès que el 60% de la població de l'Iraq és xiïta. Després d'aquesta data, Sistani ha estat un critic molt ferm dels plans nord-americans per a la implementació del govern iraquià, en considerar-los no prou democràtics.
Al principi els edictes de Sistani sol·licitaven a molts religiosos xiïtes a l'Iraq que s'abstinguessin de participar en les eleccions legislatives del 2005, instant a la consciència pel que fa a la importància del tema electoral i convidant al fet que les eleccions fossin lliures i justes. No obstant això, finalment Sistani va acabar convencent-se de la necessitat de participar en les eleccions perquè els xiïtes tinguessin una influència decisiva en el nou Govern.
Sistani va pressionar els dividits partits confessionals xiïtes perquè acceptessin unir-se en una gran Coalició política o coalició electoral que anés unida, en una sola llista electoral, als comicis. Els líders dels partits xiïtes van haver de cedir davant l'autoritat moral de Sistani i van reconèixer la conveniència de l'aliança. Sistani va tenir el paper d'àrbitre en les àrdues negociacions que finalment van desembocar en la confecció de la llista electoral. La coalició que es va formar sota la pressió i arbitratge de Sistani va rebre el nom d'Aliança Unida Iraquiana, encara que popularment era coneguda com a Llista Sistani. La immensa majoria dels xiïtes van votar per aquesta llista en les dues eleccions següents, la del 30 de gener del 2005 i la del 15 de desembre del 2005 perquè (sobretot en la primera) van entendre que Sistani cridava a votar per ella; i aquestes dues victòries electorals li van donar el control majoritari del Govern de la nació. Igualment Sistani ha instat a la no resposta als constants atacs dels sunnites en la zona coneguda com el "triangle de la mort", al sud de Bagdad.